# Linyphantes aeronauticus
Linyphantes aeronauticus là một loài nhện trong họ Linyphiidae. Chúng được Alexander Petrunkevitch miêu tả năm 1929.